# Rafael Esteban Santamaría
Rafael Esteban Santamaría (Guadalajara, 18 de novembre de 1971) és un polític espanyol del Partit Socialista Obrer Espanyol (PSOE). Alcalde de Marchamalo des de 2003, és senador de la xiii legislatura de les Corts Generals.

## Biografia

### Primers anys
Nascut el 18 de novembre de 1971 a Guadalajara, va obtenir un títol d'enginyer tècnic de telecomunicacions por la Universitat d'Alcalá, desenvolupant una carrera professional en Indra i en Xfera.

### Trajectòria política
Afiliat al Partit Socialista Obrer Espanyol (PSOE) el 1994, es va convertir en regidor de l'Ajuntament de Marchamalo el 1999, any de la independència del municipi. Dedicat plenament a la política des de 2002, a partir de 2003 ha encadenat 5 mandats consecutius com a alcalde de Marchamalo. Entre 2007 i 2011 va ser també diputat provincial, període durant el qual va exercir de vicepresident de la corporació provincial.
Cap de la llista del PSOE per Guadalajara de cara a les eleccions a les Corts de Castella-la Manxa de 2015, va resultar elegit diputat de la ix legislatura del parlament regional.
Candidat formalment número 1 de la candidatura per Guadalajara del PSOE (encara que no deixen de ser llistes obertes), per a les eleccions al Senat de 2019, es va convertir en membre de la Cambra Alta després d'obtenir el major nombre de vots —43.448— a la circumscripció. Portaveu a la comissió d'Entitats Locals del Senat, també es va integrar com a vocal en les comissions d'Igualtat i d'incompatibilitats.